# Macaroeris asiatica
Macaroeris asiatica là một loài nhện trong họ Salticidae.
Loài này thuộc chi Macaroeris. Macaroeris asiatica được Dmitri Viktorovich Logunov & Rakov miêu tả năm 1998.